# Liste von Persönlichkeiten der Stadt Eibenstock
Die Liste von Persönlichkeiten der Stadt Eibenstock enthält Personen, die in der Geschichte der sächsischen Stadt Eibenstock im Erzgebirgskreis eine nachhaltige Rolle gespielt haben. Es handelt sich dabei um Persönlichkeiten, die Ehrenbürger oder dort geboren oder gestorben sind oder in Eibenstock oder den heutigen Ortsteilen gewirkt haben.
Für die Persönlichkeiten aus den nach Eibenstock eingemeindeten Ortschaften siehe auch die entsprechenden Ortsartikel.

## Ehrenbürger
- 1895: Otto von Bismarck, Reichskanzler
- Hugo Zschau, Sanitätsrat
- Ludwig Emil Adolf Hesse, Bürgermeister der Stadt Eibenstock (1896–1928)
- 16. Februar 1933: Adolf Hitler (1889–1945), Reichskanzler[1], erloschen durch Kontrollratsdirektive 38, Artikel VIII, Ziffer II, Buchstabe i[2]
- 16. Februar 1933: Paul von Hindenburg (1847–1934), Reichspräsident[3]
- 1933: Martin Mutschmann, NSDAP-Gauleiter und Reichsstatthalter von Sachsen
- Hans Leidholdt, Sanitätsrat

Der Titel der Auszeichnung als Ehrenbürger erlischt lt. Satzung der Stadt Eibenstock mit dem Tod der Person.

## Söhne und Töchter der Stadt
Die folgenden Personen sind in Eibenstock oder den heutigen Ortsteilen der Stadt geboren. Ob sie ihren späteren Wirkungskreis in Eibenstock hatten oder nicht, ist dabei unerheblich.

### Persönlichkeiten der Frühen Neuzeit

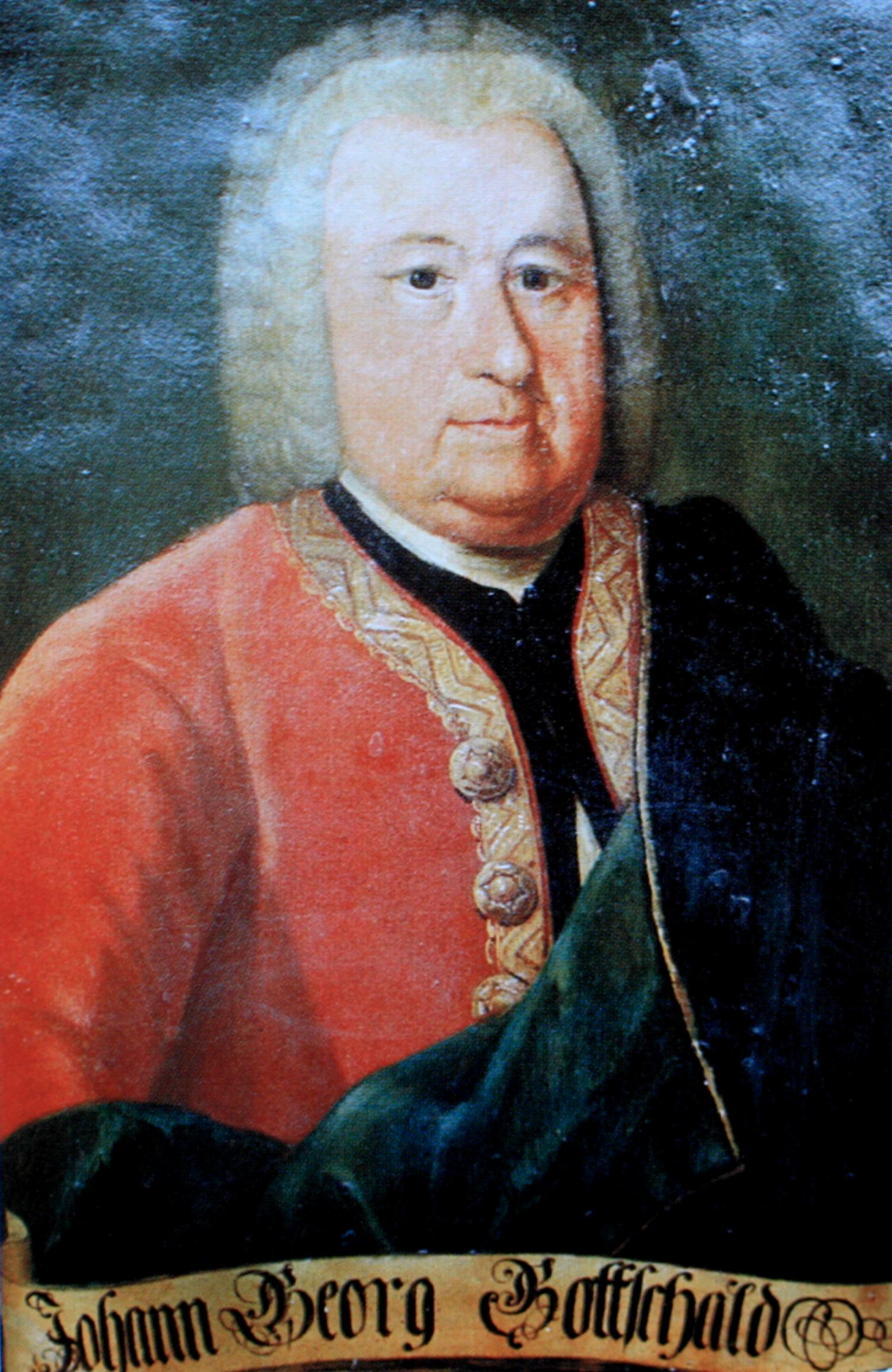
Johann Georg Gottschald

- Gabriel Siegel (1550–nach 1624), Zinnhändler und erzgebirgischer Hammerherr
- Wolfgang Siegel (1583–1644), sächsischer Bergamtsverwalter
- Gabriel Baumann (1624–1701), Unternehmer, besaß mehrere Hammerwerke
- Christian Wittich (1638–1716), Unternehmer, besaß mehrere Hammerwerke und die Glashütte Oberjugel, geboren in Blauenthal
- Salomon Stepner (1650–1706), lutherischer Pfarrer
- Theophil Georgi (1674–1762), Buchhändler, Verleger und Bibliograph
- Johann Jacob Gottschald (1688–1759), Theologe und Kirchenliederdichter
- Johann Georg Gottschald (1691/1692–1749), Unternehmer, geboren in Wildenthal
- Daniel Friedrich Hecht (1777–1833), Mathematiker und Markscheider, geboren in Sosa

### Persönlichkeiten des 19. Jahrhunderts

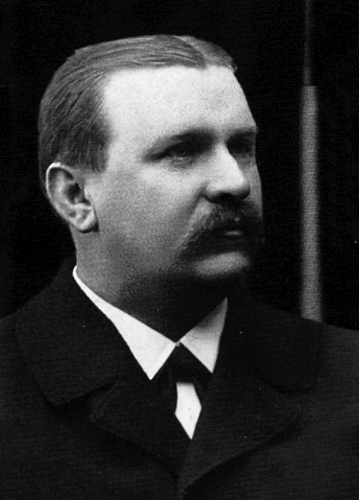
Hilmar Mückenberger (um 1900)

- Hermann Gustav Hasse (1811–1892), evangelisch-lutherischer Pfarrer und Autor, geboren in Oberblauenthal
- Friedrich Kraner (1812–1863), Altphilologe und Gymnasiallehrer
- Gustav Moritz Franz (1816–1899), evangelischer Theologe, geboren in Sosa
- Meno Mühlig (1823–1873), Genre- und Landschaftsmaler
- Hermann Kleinhempel (1828–1883), erzgebirgischer Heimatdichter
- Bernhard Mühlig (1829–1910), Landschafts-, Genre- und Tiermaler
- Friedrich August Unger (1833–1893), Arzt und Mitbegründer des Kurorts Davos
- Max Friedrich Kunze (1838–1921), Forstwissenschaftler und Begründer des forstlichen Versuchswesens
- Wilhelm Brink (1848–1912), Politiker
- Hans Hugo Carl Edler von Querfurth (1849–1931), Unternehmer und Politiker. Im Sächsischen Landtag war er gemeinsam mit Gottfried Opitz Führer der konservativen Landtagsfraktion, geboren in Wildenthal
- Hilmar Mückenberger (1855–1937), Volksmusikant und Mundartdichter
- Ernst Paul Brink (1856–1922), Oberbürgermeister von Glauchau
- Paul Drews (1858–1912), Theologe und Hochschullehrer
- Luise Pasternak (1859–1927), Schriftstellerin
- Alban Tittel (1859–1904), Lehrer und Heimatforscher
- Johannes Elterich (1860–1942), sächsischer Staatsbeamter
- Alfred Tittel (1870–1937), Reichsgerichtsrat
- Paul Seibold (1871–1954), preußischer Politiker (SPD), MdL und Landrat
- Paul Rosner (1875–1956), Maler
- Erich Wedell (1888–1983), Rechtsanwalt
- Werner Ehrig (1897–1981), Offizier, zuletzt Generalleutnant im Zweiten Weltkrieg
- Stephan Dietrich genannt Saafnlob (1898–1969), Lehrer und erzgebirgischer Heimatdichter

### Persönlichkeiten des 20. Jahrhunderts

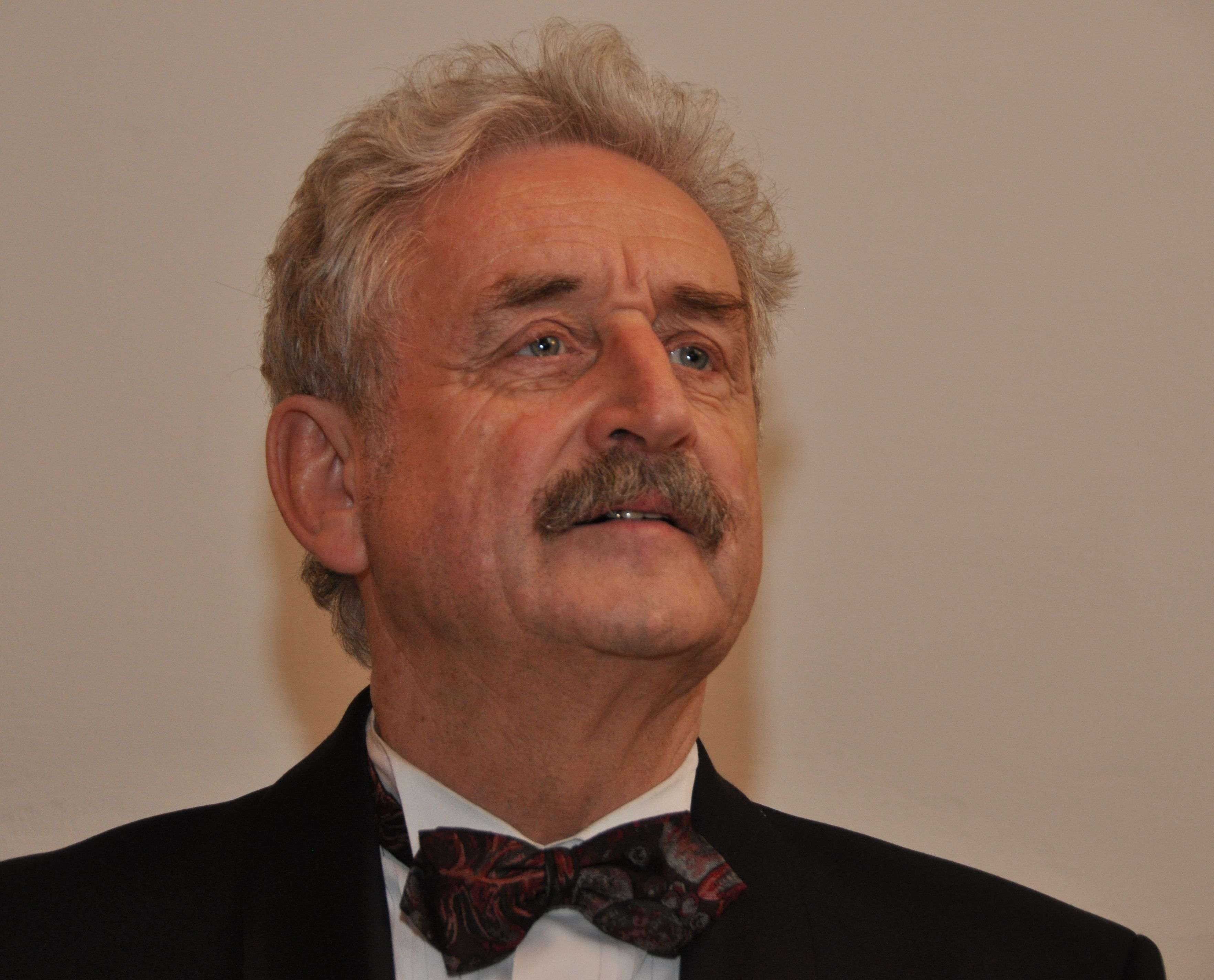
Ludwig Güttler (2015)

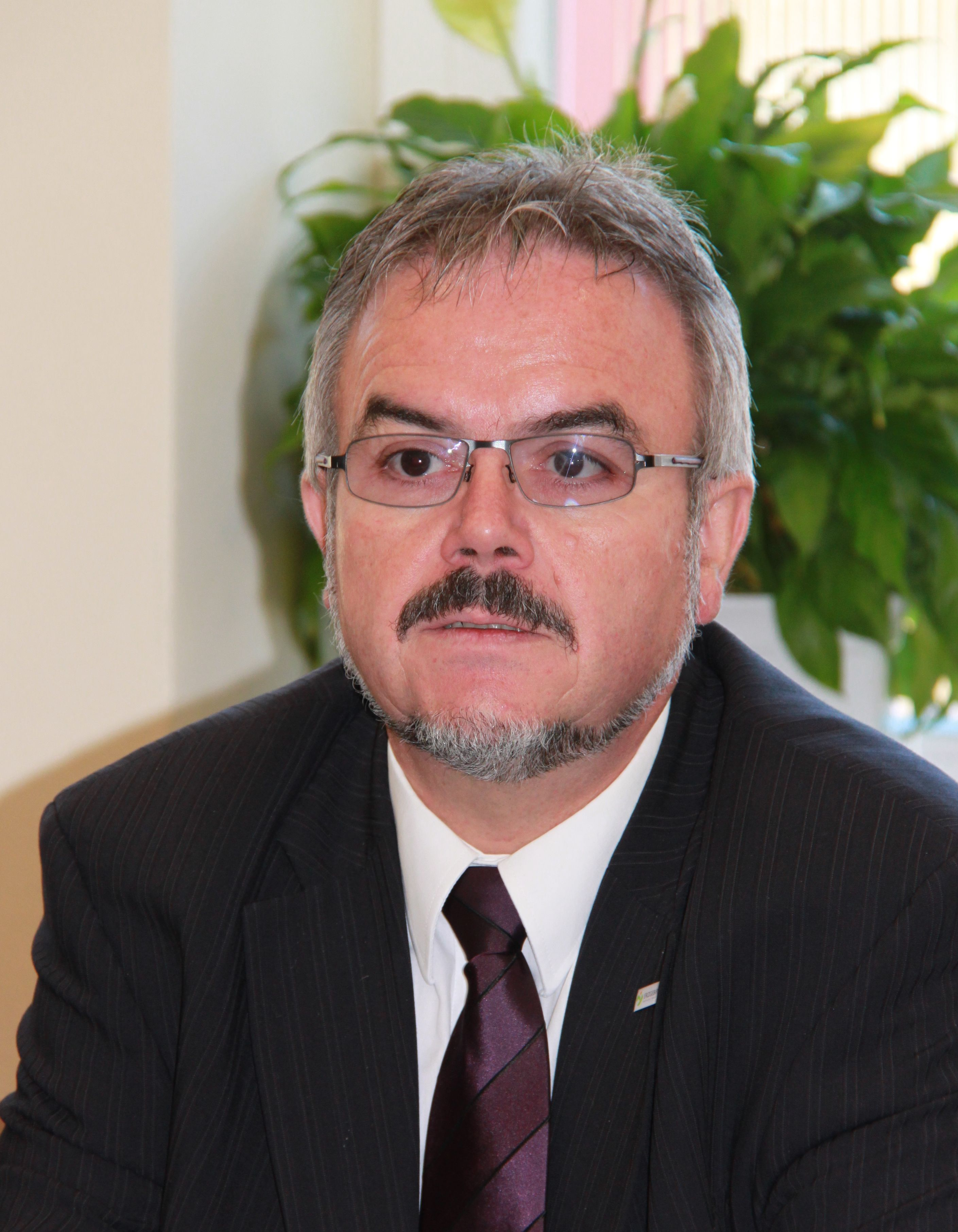
Frank Vogel (2011)

- Rudolf Forberger (1910–1997), Wirtschaftshistoriker, geboren in Carlsfeld
- Rudolf Eyfrig (1911–2011), Physiker und Ionosphärenforscher
- Fritz Steiner (1913–1977), Schauspieler, Regisseur und langjähriger Intendant der Staatsoperette Dresden
- Lisa Kretschmar (1918–1988), Tänzerin und Choreografin
- Ekkehard Grundmann (1921–2022), Onko-Pathologe
- Karl-Heinz Schönfelder (1923–2018), Amerikanist und Literaturwissenschaftler, gilt als der Begründer der Amerikanistik an der Universität Leipzig
- Johannes Döhler (* 1926), Politiker (SED), geboren in Sosa
- Sieghart Dittmann (* 1934), Epidemiologe und Schachspieler
- Bernd Leistner (1939–2019), Literaturwissenschaftler und Schriftsteller
- Ernst Einsiedel (* 1941), Fußballspieler
- Ludwig Güttler (* 1943), Trompeter und Dirigent, gilt als einer der weltweit führenden Trompeten-Virtuosen, geboren in Sosa
- Dietmar-Richard Unger (* 1944), Sänger und Politiker
- Wolfgang Unger (1948–2004), Chorleiter
- Frank Vogel (* 1957), Kommunalpolitiker (CDU) und amtierender Landrat des sächsischen Erzgebirgskreises, geboren in Sosa

## Persönlichkeiten, die in der Stadt gestorben sind
- Melchior Siegel (1515–1588), kursächsischer Zehntner und Zinnschmelzer sowie Hammerwerksmitbesitzer
- Hans Hutschenreuther (1575–1657), erzgebirgischer Hammerherr und Bergverständiger
- Michael Gottschald (1597–1674), Stadtrichter, Handelsmann und Hammerherr
- Johann Paul Oettel (1699–1771), Theologe, Mädchenlehrer und Verfasser einer Chronik von Eibenstock
- Christian Heinrich Hecht (1735–1801), Pfarrer und Chronist
- Johann Christian Neuber (1736–1808), Steinschneider und Hofjuwelier in Dresden
- Friedrich Wilhelm Köhler (1740–1798), Pfarrer und Chronist
- Ernst von Stein (1767–1787), Jagdpage am Hof in Weimar und ein jugendlicher Freund von Johann Wolfgang von Goethe, gestorben in Wildenthal

## Persönlichkeiten, die mit der Stadt in Verbindung stehen

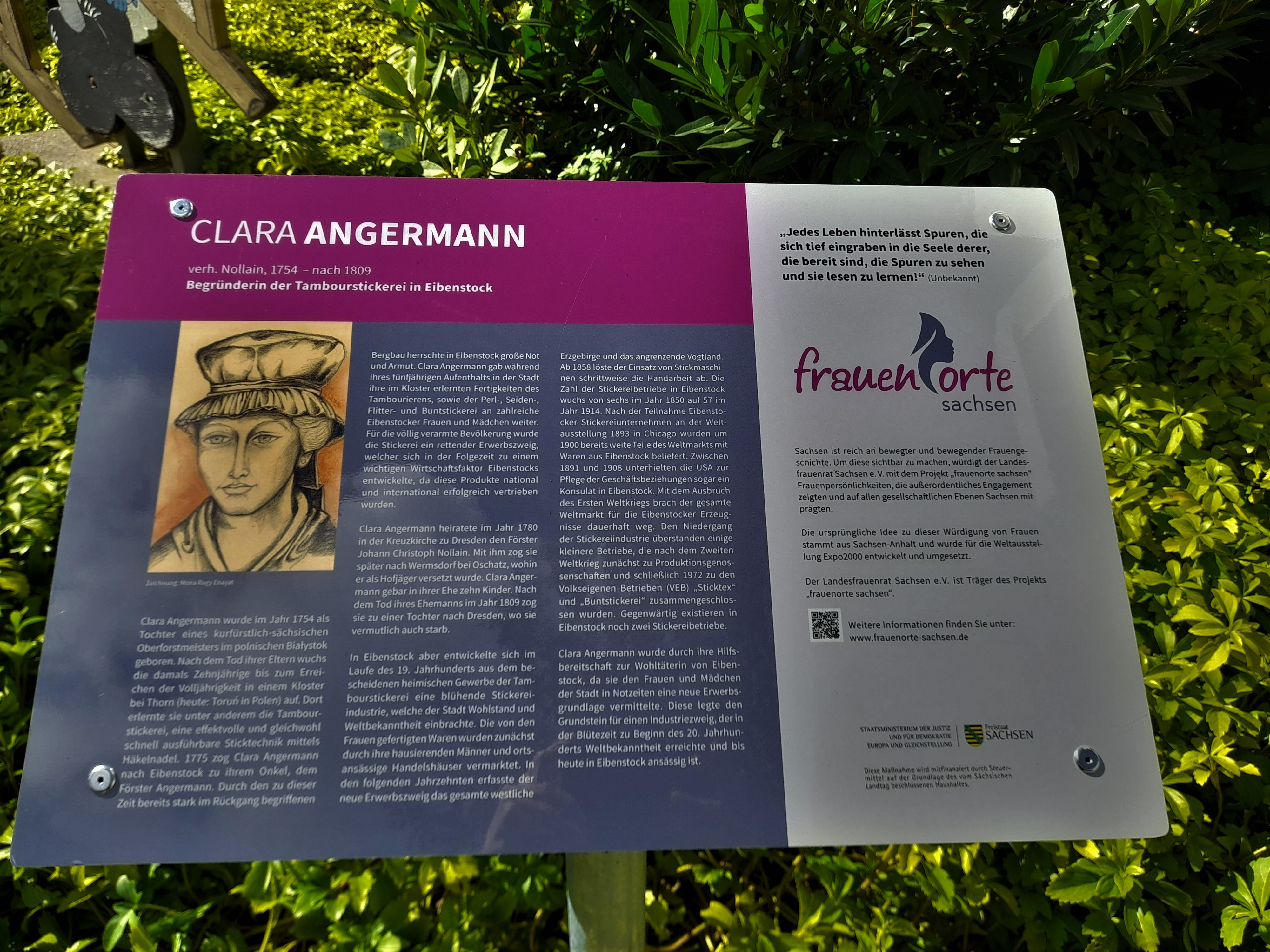
Frauenorte Sachsen, Infotafel Clara Angermann am Schatzhaus Erzgebirge in Eibenstock

- Jacob Seeling (1568–1627), Zehntner und Hammerwerksbesitzer in Blauen- und Wildenthal
- Veit Hans Schnorr von Carolsfeld (1644–1715), Montanunternehmer, Gründer von Carlsfeld
- Clara Angermann (1754–nach 1809), Kunststickerin
- Emil Cuno (1805–1859), Jurist und Politiker
- Karl Horn (1898–1977), Musterzeichner, Stadtverordneter und Reichstagsabgeordneter (NSDAP)
- Albert Bartsch (1913–1996), evangelisch-lutherischer Pfarrer von 1954 bis 1963 in Eibenstock
- Wolfram Christ (* 1963), Filmemacher und Buchautor
- Enrico Oswald (* 1967), Unternehmer, Botschafter des Erzgebirges, wuchs in Eibenstock auf[4]